# Трансформерси: Доба изумирања
Трансформерси: Доба изумирања (енгл. Transformers: Age of Extinction) је америчкинаучнофантастични акциони филм из 2014. године, режисера Мајкла Беја. Четврти је филм у истоименом серијалу и наставак је филма Трансформерси: Тамна страна Месеца (2011), док се радња одвија пет година након догађаја из тог филма. Сценарио је написао Ерен Кругер, са Стивеном Спилбергом и Бејом као извршним продуцентима. У главним улогама су Марк Волберг, Стенли Тучи, Келси Грамер, Никола Пелц, Џек Рејнор, Софија Мајлс, Ли Бингбинг, Титус Веливер и Ти Џеј Милер. Филм не укључује људске ликове из претходних филмова, док се уместо њих појављују нови људски протагонисти, као и многи нови Трансформерси, укључујући Диноботе. Трансформерси из претходних филмова који се и овде појављују су Оптимус Прајм, Бамблби, Речет, Брејнс и Мегатрон (сада познат као Галватрон). Филм је реализован 27. јуна 2014. године у ИМАКС и 3Д форматима.
Ово је био први филм који је снимљен мањим дигиталним ИМАКС камерама, као и другим филмским форматима, међу којима су ИМАКС 70 мм филмске камере, дигитал стерео 3Д, анаморфички и сферни 35 мм филм. Филм је добио негативне критике од стране критичара, који су критиковали време трајања, глуму, сценарио и режију, док су неки похвалили монтажу. Остварио је финансијски успех, зарадивши 1,104 милијарди долара широм света, што га је учинило најуспешнијим филмом из 2014. године, другим најуспешнијим филмом из серијала и 19. филмом који је зарадио преко милијарду долара. Такође је био и једини филм из 2014. који је зарадио преко милијарду долара. Прати га наставак Трансформерси: Последњи витез из 2017. године.

## Радња
Филм почиње после епске битке која је оставила град у рушевинама, али је свет спашен. Док људи покушавају да врате своје животе у нормалу, једна сумњива група ће се појавити са жељом да исконтролише ток историје, док ће древна, моћна, нова опасност престравити житеље Земље. Уз помоћ нове екипе људи, Оптимус Прајм и Аутоботи ће се супротставити најстрашнијем изазову до сад. У невероватној авантури, они ће бити уплетени у рат између добра и зла који ће довести до завршне борбе по целом свету.

## Улоге
| Глумац          | Улога          |
| --------------- | -------------- |
| Марк Волберг    | Кејд Јегер     |
| Стенли Тучи     | Џошуа Џојс     |
| Келси Грамер    | Харолд Атингер |
| Никола Пелц     | Теса Јегер     |
| Џек Рејнор      | Шејн Дајсон    |
| Софија Мајлс    | Дарси Тајрил   |
| Ли Бингбинг     | Су Јуеминг     |
| Титус Веливер   | Џејмс Савој    |
| Ти Џеј Милер    | Лукас Фланери  |
| Питер Кален     | Оптимус Прајм  |
| Френк Велкер    | Галватрон      |
| Роберт Фоксворт | Речет          |
| Џон Гудман      | Хаунд          |
| Кен Ватанабе    | Дрифт          |

## Пријем
Филм је добио углавном лоше критике од критичара. Сајт Rotten Tomatoes му је дао рејтинг 18% и просечну оцену 3,9/10. Филм је, као и сви његови претходници, имао велики комерцијални успех, са буџетом од 210 милиона $ зарадио је 1,104 милијарди долара.